# 莫莱夫里耶-圣热特吕德
莫莱夫里耶-圣热特吕德（法語：Maulévrier-Sainte-Gertrude，法語發音：[molevʁije sɛ̃t ʒɛʁtʁyd]）是法国滨海塞纳省的一个市镇，属于鲁昂区。该市镇于1823年由原市镇莫莱夫里耶（Maulévrier）和圣热特吕德（Sainte-Gertrude）合并而成。

## 地理
莫莱夫里耶-圣热特吕德（49°33'17"N, 0°43'14"E）面积14.16 平方千米，位于法国诺曼底大区滨海塞纳省，该省份为法国北部沿海省份，其西部及北部濒大西洋英吉利海峡，东起顺时针与索姆省、瓦兹省、厄尔省和卡爾瓦多斯省接壤。
与莫莱夫里耶-圣热特吕德接壤的市镇（或旧市镇、城区）包括：卢沃托、布瓦伊蒙、里沃昂塞纳、圣阿尔努、圣吉勒德克雷托。
莫莱夫里耶-圣热特吕德的时区为UTC+01:00、UTC+02:00（夏令时）。

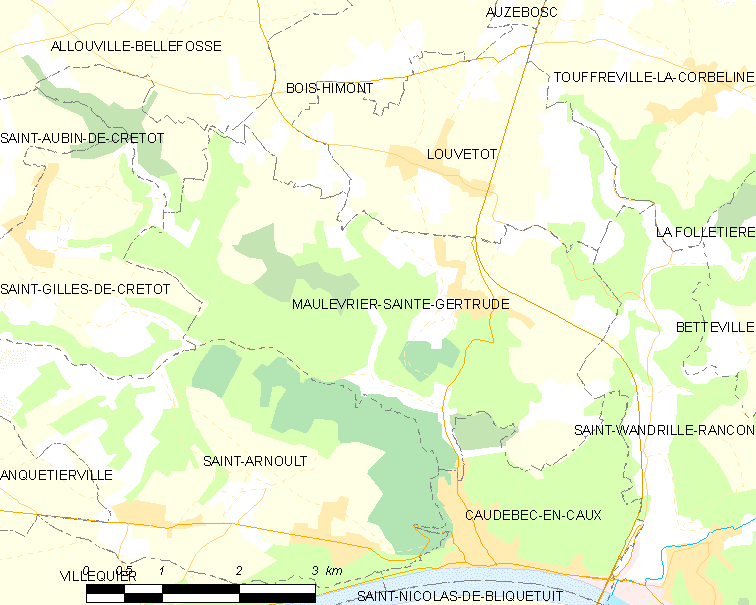
莫莱夫里耶-圣热特吕德的OSM定位图

## 行政
莫莱夫里耶-圣热特吕德的邮政编码为76490，INSEE市镇编码为76418。

## 政治
莫莱夫里耶-圣热特吕德所属的省级选区为塞纳河畔热罗姆港县。

## 人口
莫莱夫里耶-圣热特吕德于2022年1月1日时的人口数量为1052人。

1962-2008年间莫莱夫里耶-圣热特吕德人口变化图示